# Присоединённое представление группы Ли
Присоединённое представление группы Ли — линейное представление  группы Ли на своей алгебре Ли.
Обычно обозначается {\displaystyle \operatorname {Ad} }.

## Определение
Пусть {\displaystyle G} — группа Ли.
Касательное пространство {\displaystyle T_{e}G} в единице группы есть её алгебра Ли {\displaystyle {\mathfrak {g}}}.
Для каждого элемента {\displaystyle a\in G} рассмотрим дифференциал
{\displaystyle \operatorname {Ad} _{a}=d(\operatorname {Int} _{a})_{e}}
внутреннего автоморфизма
{\displaystyle \operatorname {Int} _{a}:x\mapsto axa^{-1}.}
Полученное действие  {\displaystyle \operatorname {Ad} \colon G\to \mathrm {GL} ({\mathfrak {g}})} называется присоединённым представлением.

### Замечания
- Если {\displaystyle G\subset GL(V)} — линейная группа в пространстве {\displaystyle V}, то
{\displaystyle \operatorname {Ad} _{a}X=aXa^{-1},}

Дифференциалом присоединённого представления группы {\displaystyle G} в единице служит присоединённое представление её алгебры Ли.
- Образ группы Ли {\displaystyle G} при присоединённом представлении называется присоединённой группой группы {\displaystyle G} и обозначается {\displaystyle \operatorname {Ad} G}.

## Свойства
- Ядро {\displaystyle \operatorname {Ker} \operatorname {Ad} } содержит центр группы {\displaystyle G}.
  - Более того, в случае, когда {\displaystyle G} связна и основное поле имеет характеристику {\displaystyle 0}, совпадает с центром.
- Связная полупростая группа Ли изоморфна своей присоединённой группе тогда и только тогда, когда её корни порождают группу рациональных характеров максимального тора; центр такой группы тривиален.
- Если основное поле имеет характеристику 0 и {\displaystyle G} связна, то {\displaystyle \operatorname {Ad} G} однозначно определяется алгеброй Ли {\displaystyle {\mathfrak {g}}} и называется иногда присоединённой группой, или группой внутренних автоморфизмов, алгебры Ли {\displaystyle {\mathfrak {g}}}.
  - В частности, если {\displaystyle G} полупроста, то {\displaystyle \operatorname {Ad} G} совпадает со связной компонентой единицы в {\displaystyle \operatorname {Aut} {\mathfrak {g}}}.